# 馬場東大馬路／黑沙環衛生中心 (巴士總站)
馬場東大馬路／黑沙環衛生中心（葡萄牙語：Av. Leste do Hipódromo / Centro de Saúde da Areia Preta）位於澳門半島黑沙環馬場東大馬路的一個終點站。澳巴2AS路線以本站為總站；澳巴73、MT3路線途經本站。

## 歷史
- 2007年6月1日，配合MT3路線調整行程，本站設立。[1]

- 2013年10月26日，MT3U路線（現73路線）開設，新增停靠本站。[2][3][4]

- 2018年3月3日至4月28日，受下水道工程影響，本站停用，73、MT3路線暫不停靠本站。[5]

- 2020年11月27日，73S路線開設，新增停靠本站。[6][7][8]

- 2024年4月7日，因客量偏低，73S路線暫停營運。[9][10]

- 2024年8月26日，2AS路線開設，以本站為總站。[11][12][13][14]

## 設施
- 行車指示牌

## 路線資料

### 終點站路線資料
| 澳巴 | 2AS | 黑沙環衛生中心 | ↺ 亞馬喇前地 | - 黑沙環（保利達、廣華） | 2A路線特班車 平日早上尖峰時段服務 例假日及公眾假期停駛 |

### 途經路線資料
| 澳巴 | 73  | ↺ 黑沙環衛生中心        | 澳門大學 | - 黑沙環（保利達、廣華） - 亞馬喇前地 - 海洋花園及氹仔海濱休憩區 - 羅斯福酒店 - 蓮花海濱大馬路（銀河、生態保護區） - 澳大校區（中央教學樓、展館、會堂、綜合體育館） |
| 澳巴 | MT3 | ↺ 望德聖母灣 輕軌排角站 | 望廈     | - 黑沙環（政府綜合服務大樓） |

## 鄰近公共運輸站

### 公共巴士
M214 永寧廣場總站（Al. Tranquilidade / Terminal）
路線：2、6A、12、19
M216 馬場東大馬路（Av. Leste Hipódromo）
路線：17、28C、30、51A
M236 黑沙環中街／黑沙環衛生中心（R. Central da Areia Preta / Centro de Saúde da Areia Preta）
路線：2A、3A、7、17S、18A、27、30X

### 輕軌
- █  東線ES1站及ES2站（興建中）

## 外部連結
- 澳巴官方網站 （繁體中文） （页面存档备份，存于）